# Grupos étnicos de Honduras

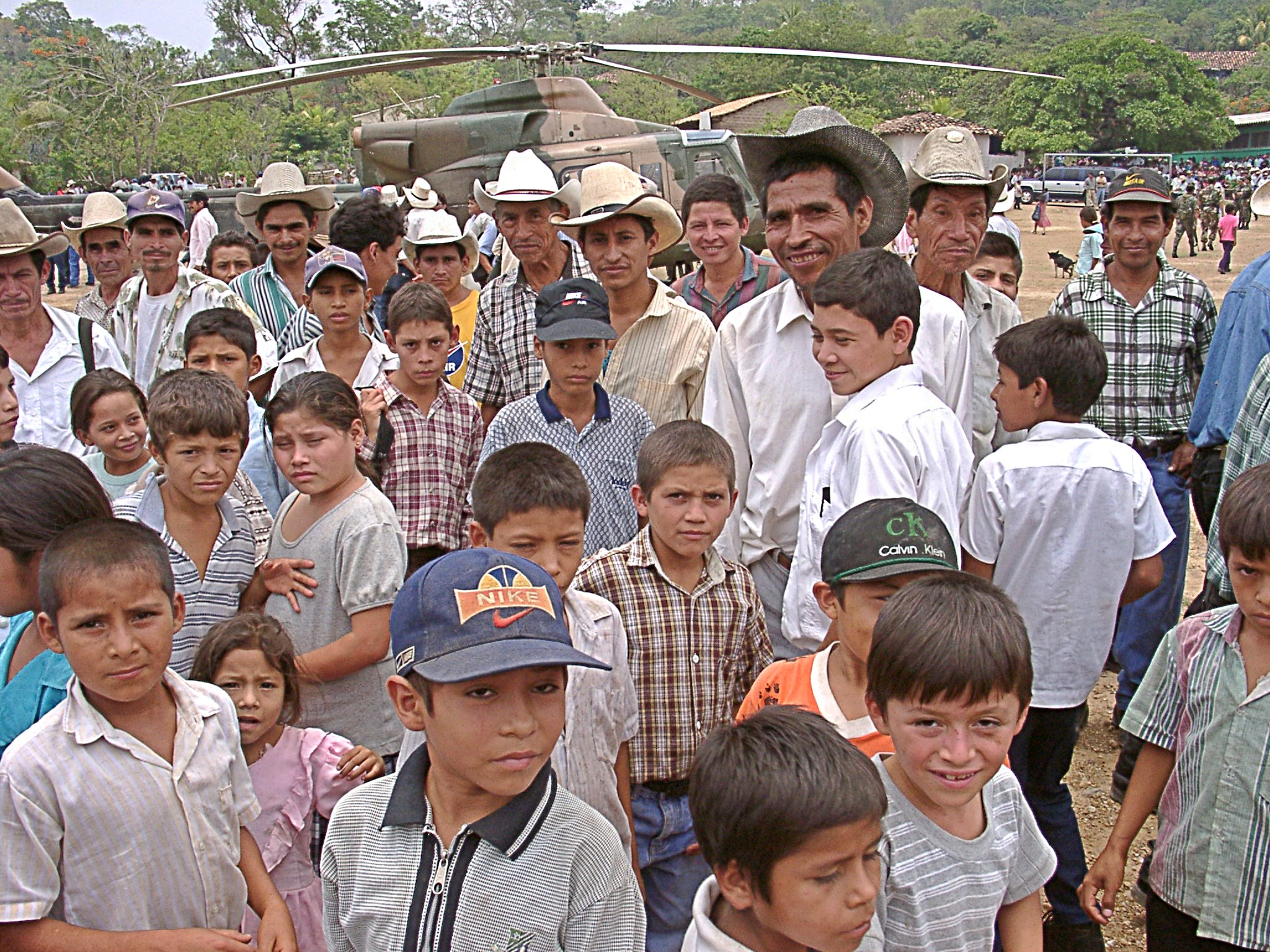
Un grupo de niños y adultos en San Francisco (Lempira).

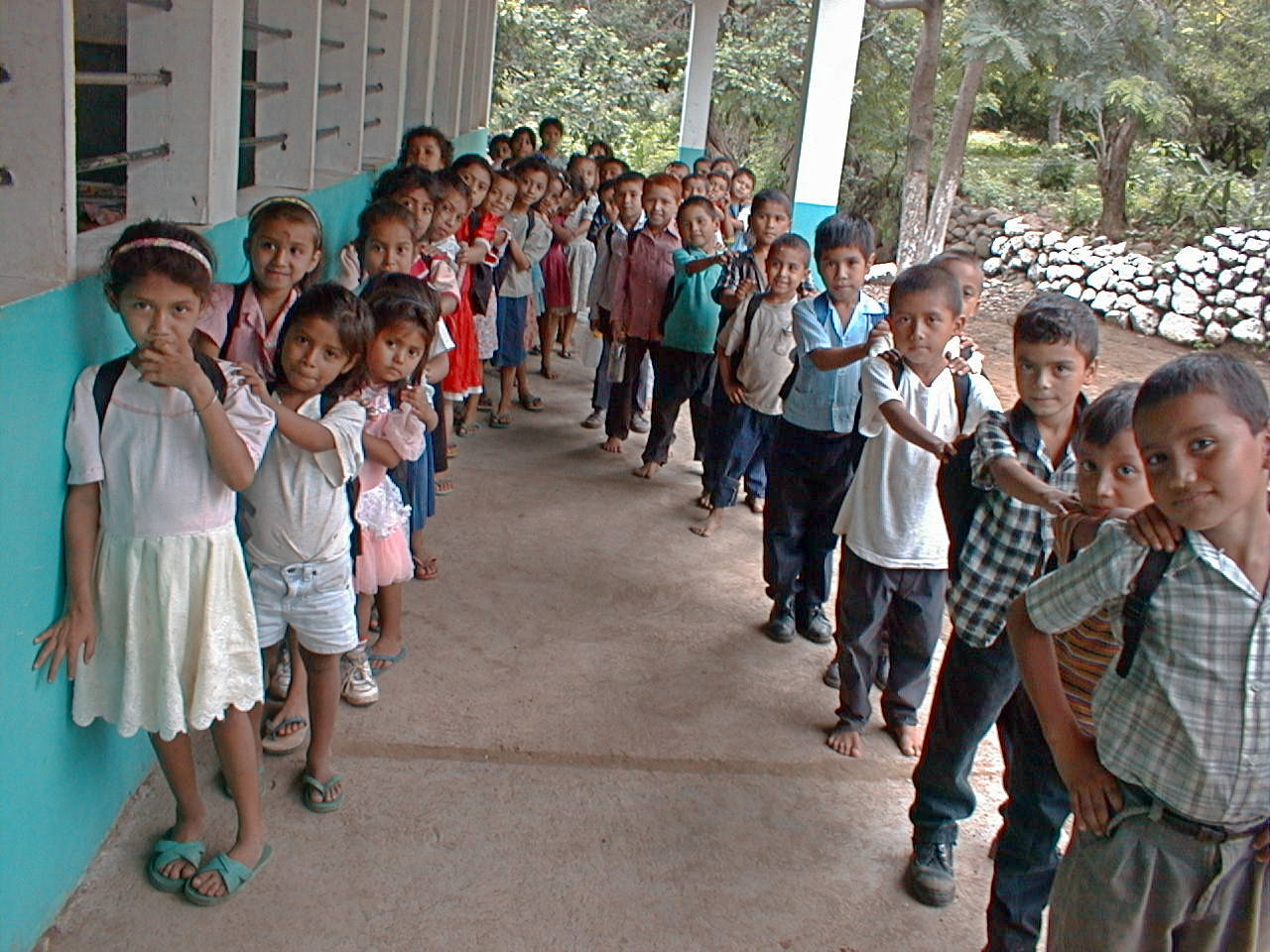
Alumnos de una escuela rural de San Ramón (Choluteca).

Honduras posee una gran diversidad en cuanto a sus grupos étnicos, incluyendo a una mayoría mestiza, acompañada de minorías de indígenas, afrodescendientes, europeos y asiáticos.

## Composición étnica

### Censo de 2013
En el censo de 2013 se preguntó a los encuestados por el grupo étnico con el que se autoidentificaban. Los resultados se muestran en la siguiente tabla:
| Grupo             | Total     | %     |
| ----------------- | --------- | ----- |
| Mestizo (a)       | 6 886 470 | 82,93 |
| Blanco (a)        | 653 637   | 7,87  |
| Indígena          | 601 824   | 7,25  |
| Afrohondureño (a) | 61 617    | 0,74  |
| Negro (a)         | 54 178    | 0,65  |
| Otro              | 46 046    | 0,55  |

A su vez, a aquellas personas que se incluyeron en las categorías Indígena, Afrohondureño (a) o Negro (a), se les preguntó por  el pueblo al que pertenecían. Los resultados fueron los siguientes:
| Grupo                  | Total   |
| ---------------------- | ------- |
| Lenca                  | 453 672 |
| Misquito               | 80 007  |
| Garífuna               | 43 111  |
| Maya-Chortí            | 33 256  |
| Tolupán                | 19 033  |
| Negro de habla inglesa | 12 337  |
| Nahua                  | 6 339   |
| Pech                   | 6 024   |
| Tawahka                | 2 690   |
| Otro                   | 61 151  |

### Otras clasificaciones

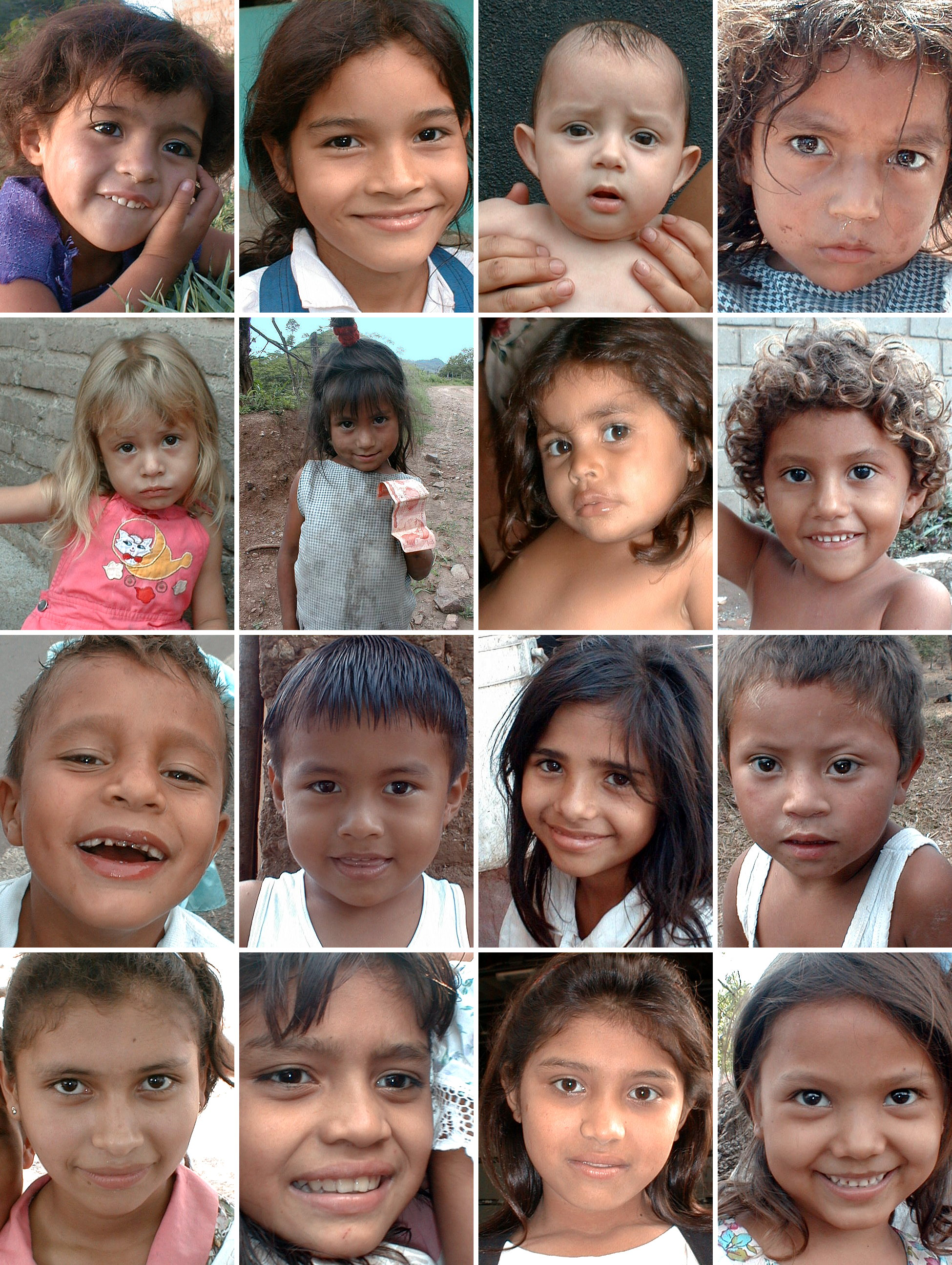
Rostros de niños hondureños, mostrando el mestizaje propio del país.

El antropólogo mexicano Francisco Lizcano Fernández señala que el 85,6% de los hondureños son mestizos, el 7,7% indígenas, el 3,3% creoles y garífunas, el 1,7% mulatos, el 1% blancos y el 0,7% asiáticos (incluyendo judíos y árabes).
Según The CIA World Factbook, el 90% de la población hondureña es mestiza, el 7% indígena, el 2% negra y el 1% blanca.
De acuerdo a la Enciclopedia Británica, el 86,6% de los hondureños son mestizos, el 5,5% son indígenas, el 4,3% negros (incluyendo garífunas), el 2,3% blancos y el 1,3% pertenecen a otros grupos.
En la encuesta de Latinobarómetro de 2016, un 67% de los hondureños se autoidentificaron como mestizos, un 16% como mulatos, un 13% como indígenas, un 2% como negros, un 1% como blancos y un 1% como asiáticos.

## Mestizos
Los mestizos son el grupo étnico mayoritario de Honduras, resultante del cruce entre los conquistadores españoles y la población indígena.
A los mestizos también se les conoce como ladinos, debido a que hablan castellano (una lengua derivada del latín), y a que han adoptado la cultura de los conquistadores europeos.
El mestizaje en Honduras se produjo en tres etapas:
- Entre la década de 1520 y los primeros años del siglo XVIII, cuando el decaimiento de la población indígena, la reducida inmigración española y la poca presencia de esclavos negros, hicieron que la mezcla racial fuera escasa.
- Entre los siglos XVIII y XIX, cuando las reformas borbónicas reactivaron la economía de la colonia, causando un crecimiento de los diferentes grupos y su mezcla entre sí.
- Después de la independencia, cuando la migración interna provocó un intenso intercambio genético entre los habitantes del país.

| Departamento      | Mestizos  | % Mestizo |
| ----------------- | --------- | --------- |
| Atlántida         | 390 041   | 89,41     |
| Colón             | 263 498   | 85,02     |
| Comayagua         | 457 452   | 92,70     |
| Copán             | 331 753   | 89,41     |
| Cortés            | 1 288 933 | 82,50     |
| Choluteca         | 425 266   | 97,18     |
| El Paraíso        | 399 267   | 89,82     |
| Francisco Morazán | 1 282 426 | 84,99     |
| Gracias a Dios    | 14 799    | 16,30     |
| Intibucá          | 102 973   | 44,28     |
| Islas de la Bahía | 34 671    | 55,42     |
| La Paz            | 84 784    | 42,62     |
| Lempira           | 168 737   | 52,54     |
| Ocotepeque        | 127 352   | 86,97     |
| Olancho           | 492 322   | 94,54     |
| Santa Bárbara     | 352 510   | 83,66     |
| Valle             | 166 881   | 95,63     |
| Yoro              | 502 804   | 88,12     |
| Honduras          | 6 886 470 | 82,93     |

En sentido estricto, la palabra mestizo se aplicó a las hijos de padre español y madre indígena, ya que durante la colonia se crearon una multitud de términos para nombrar a las demás mezclas existentes: castizo, para el hijo de español y mestiza, coyote, para el hijo de mestiza e indio, mulato, para el hijo de negra y español, zambo, para el hijo de negra e indio, o pardo, para el que era combinación de las tres razas. Estos grupos ocuparon un lugar intermedio dentro del sistema de castas, por debajo de los peninsulares y criollos, y por encima de los indígenas y los negros, de acuerdo al quantum de sangre española que poseyeran.
Con el advenimiento del racismo científico, las élites hondureñas buscaron dotar al país de una identidad mestiza homogénea, asimilando a la población indígena e invisibilizando al segmento afrodescendiente. Es por ello que los mulatos han sido subrepresentados en los censos, al ser concebidos (junto con los zambos) como contaminantes del mestizaje hispano-indígena. No obstante, se estima que a principios del siglo XIX, dos tercios de los ladinos hondureños eran mulatos o pardos.
En el censo de 2013, al igual que en mediciones anteriores, la abrumadora mayoría de los hondureños se declararon mestizos. Todos los departamentos registraron una mayoría mestiza, con excepción de Intibucá, La Paz y Gracias a Dios. La tabla adjunta muestra la distribución de la población mestiza por departamento.

## Indígenas

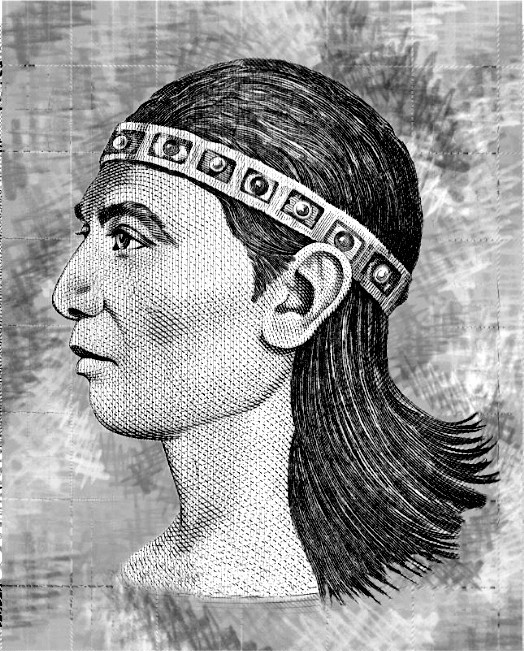
Cacique Lempira, héroe nacional de Honduras.

Se estima que al momento de la llegada de los europeos, el actual territorio hondureño estaba habitado por unos 400 mil indígenas.
La civilización maya ocupó la parte occidental del país, tal y como lo atestiguan las ruinas de Copán).
La conquista española redujo notablemente la población nativa. El retroceso continuó tras la independencia, debido principalmente a la asimilación cultural. Se estima que en 1855 había 151 mil indígenas en Honduras, la mitad de la población total. Casi cien años después, en 1950, fueron censados 82,116 indígenas, un 6% de la población del país.
En el censo de 2013, el 7,25 % de los encuestados se reconocieron como indígenas, siendo el grupo mayoritario en los departamentos de Gracias a Dios, La Paz e Intibucá. La siguiente tabla muestra la distribución de los indígenas por departamento:
| Departamento      | Indígenas | % Indígena |
| ----------------- | --------- | ---------- |
| Atlántida         | 3 187     | 0,73       |
| Colón             | 3 677     | 1,19       |
| Comayagua         | 11 688    | 2,37       |
| Copán             | 20 563    | 5,54       |
| Cortés            | 14 738    | 0,94       |
| Choluteca         | 1 363     | 0,31       |
| El Paraíso        | 1 554     | 0,35       |
| Francisco Morazán | 37 936    | 2,51       |
| Gracias a Dios    | 73 683    | 81,15      |
| Intibucá          | 121 800   | 52,37      |
| Islas de la Bahía | 5 242     | 8,38       |
| La Paz            | 109 722   | 55,16      |
| Lempira           | 144 029   | 44,84      |
| Ocotepeque        | 15 800    | 10,79      |
| Olancho           | 6 412     | 1,23       |
| Santa Bárbara     | 8 634     | 2,05       |
| Valle             | 141       | 0,08       |
| Yoro              | 21 654    | 3,79       |
| Honduras          | 742 682   | 7,25       |

### Lencas

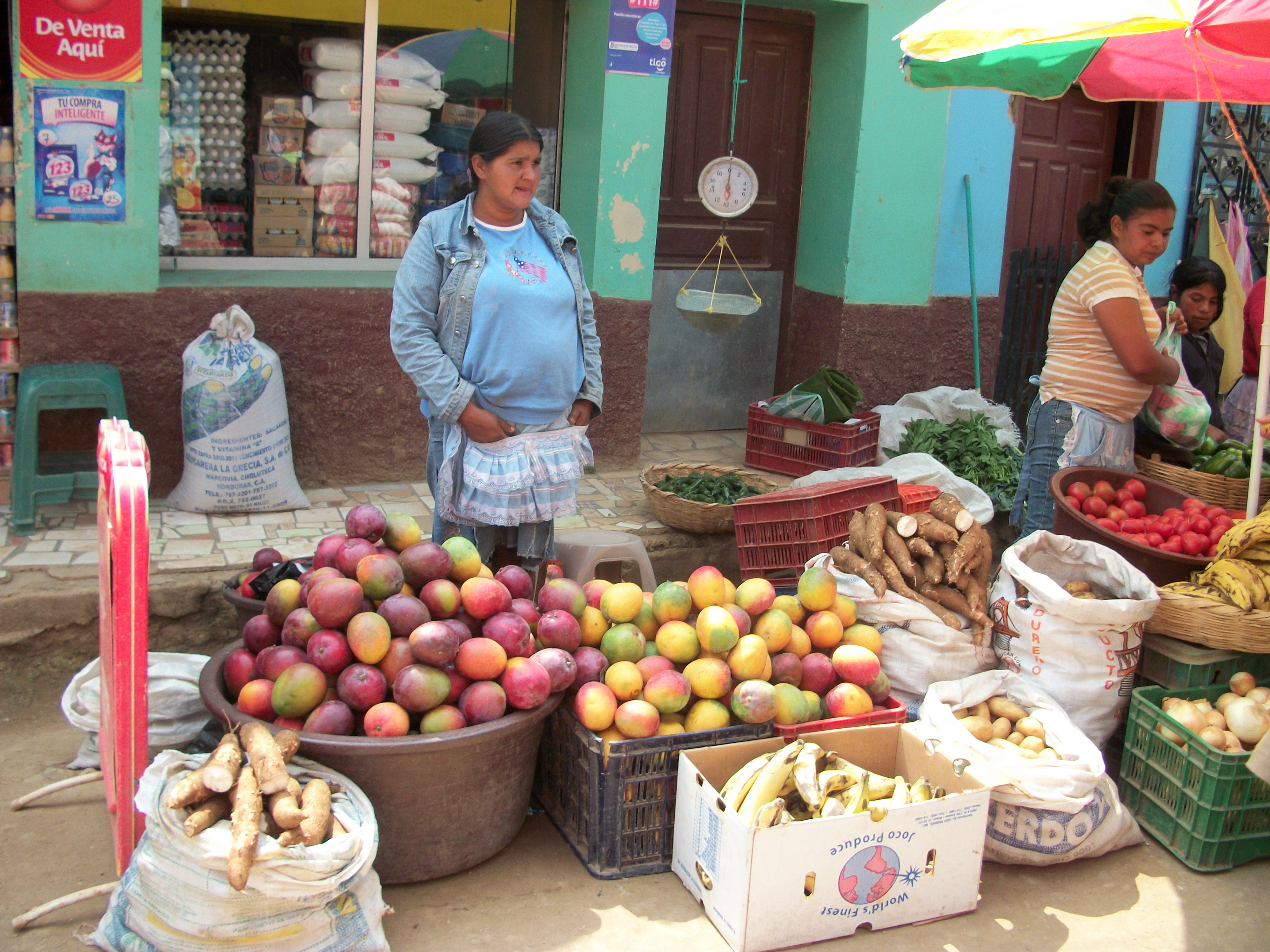
Mercado lenca en La Esperanza, Intibucá.

Los lencas son el grupo indígena más grande de Honduras, concentrándose en un centenar de comunidades diseminadas por las zonas altas del sur, centro y occidente del país. Aunque se conservan algunos términos, las lenguas lencas se encuentran en desuso. No obstante, la Secretaría de Educación promueve la reconstrucción de la lengua a partir de los registros escritos.
A continuación se muestra la población lenca por departamento, según el censo de 2013:
| Departamento      | Lencas  |
| ----------------- | ------- |
| Atlántida         | 1 509   |
| Colón             | 1 625   |
| Comayagua         | 10 483  |
| Copán             | 812     |
| Cortés            | 5 390   |
| Choluteca         | 553     |
| El Paraíso        | 519     |
| Francisco Morazán | 33 054  |
| Gracias a Dios    | 226     |
| Intibucá          | 120 958 |
| Islas de la Bahía | 1 541   |
| La Paz            | 109 431 |
| Lempira           | 143 548 |
| Ocotepeque        | 13 779  |
| Olancho           | 1 073   |
| Santa Bárbara     | 7 518   |
| Valle             | 59      |
| Yoro              | 1 592   |
| Honduras          | 453 672 |

### Chortís

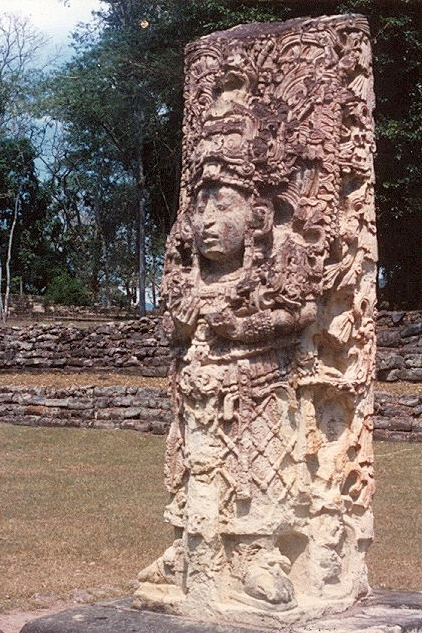
Estela maya en Copán, representando al rey Uaxaclajuun Ub'aah K'awiil.

Los chortís viven cerca de la frontera con Guatemala, y están emparentados con la civilización maya que ocupó la zona antes de su migración a la península de Yucatán. El idioma chortí pertenece a la rama cholana de las lenguas mayenses.
La siguiente tabla muestra la población maya-chortí por departamento, de acuerdo al censo de 2013:
| Departamento      | Mayas-chortís |
| ----------------- | ------------- |
| Atlántida         | 236           |
| Colón             | 418           |
| Comayagua         | 128           |
| Copán             | 19 084        |
| Cortés            | 4 909         |
| Choluteca         | 88            |
| El Paraíso        | 387           |
| Francisco Morazán | 969           |
| Gracias a Dios    | 24            |
| Intibucá          | 539           |
| Islas de la Bahía | 1 598         |
| La Paz            | 101           |
| Lempira           | 260           |
| Ocotepeque        | 1 690         |
| Olancho           | 247           |
| Santa Bárbara     | 236           |
| Valle             | 26            |
| Yoro              | 2 227         |
| Honduras          | 33 256        |

### Tolupanes
También conocidos como xicanques o jicanques, habitan la montaña de la flor, en el departamento de Yoro. Su idioma, son las lenguas jicaque-tol o xicaque-tol.
En la siguiente tabla se muestra la distribución de los tolupanes por departamento en 2013:
| Departamento      | Tolupanes |
| ----------------- | --------- |
| Atlántida         | 24        |
| Colón             | 78        |
| Comayagua         | 27        |
| Copán             | 17        |
| Cortés            | 314       |
| Choluteca         | 14        |
| El Paraíso        | 49        |
| Francisco Morazán | 1 452     |
| Gracias a Dios    | 48        |
| Intibucá          | 43        |
| Islas de la Bahía | 147       |
| La Paz            | 19        |
| Lempira           | 6         |
| Ocotepeque        | 1         |
| Olancho           | 39        |
| Santa Bárbara     | 71        |
| Valle             | 0         |
| Yoro              | 16 683    |
| Honduras          | 19 033    |

### Nahuas
También llamados nahoas, están relacionados con los hablantes de náhuatl del centro de México (incluyendo la civilización azteca). Aunque el náhuatl llegó a ser lingua franca en Mesoamérica y durante el Virreinato, el idioma cayó en desuso en Honduras. Hoy en día, el pueblo nahua se encuentra llevando a cabo la recuperación de su lengua ancestral.
A continuación se muestra el número de nahuas por departamento, según el censo de 2013:
| Departamento      | Nahuas |
| ----------------- | ------ |
| Atlántida         | 243    |
| Colón             | 179    |
| Comayagua         | 219    |
| Copán             | 356    |
| Cortés            | 1 129  |
| Choluteca         | 452    |
| El Paraíso        | 277    |
| Francisco Morazán | 961    |
| Gracias a Dios    | 63     |
| Intibucá          | 146    |
| Islas de la Bahía | 29     |
| La Paz            | 100    |
| Lempira           | 207    |
| Ocotepeque        | 229    |
| Olancho           | 818    |
| Santa Bárbara     | 368    |
| Valle             | 24     |
| Yoro              | 538    |
| Honduras          | 6 339  |

### Pech

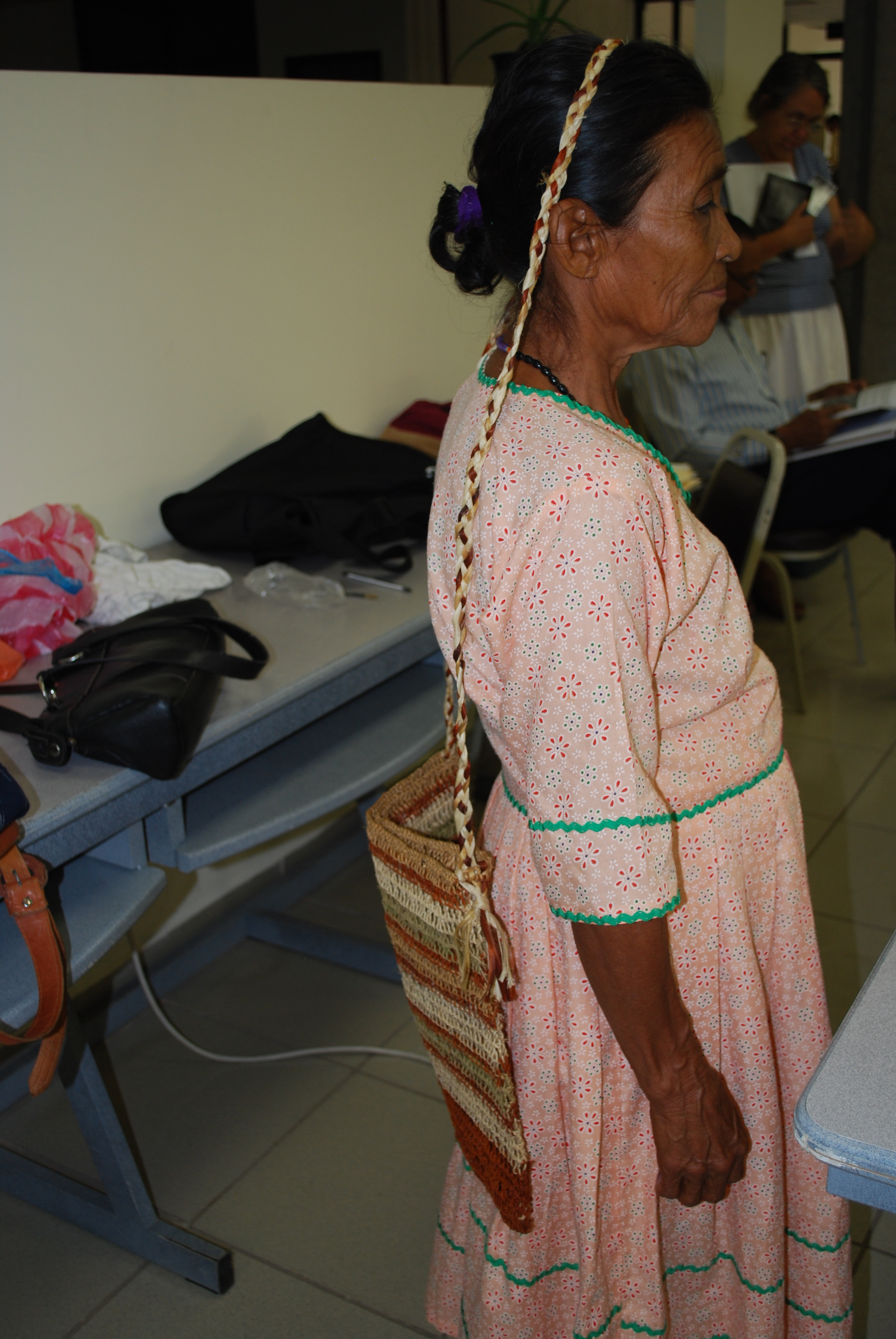
Mujer pech demostrando el uso de una bolsa tradicional para bebé.

Los pech habitan el oriente del país, entre los ríos Aguán, Patuca y el mar. Su idioma, el paya, pertenece a la familia de las lenguas chibchenses.
En 2013, el pueblo pech se distribuía de la siguiente forma:
| Departamento      | Pechs |
| ----------------- | ----- |
| Atlántida         | 110   |
| Colón             | 298   |
| Comayagua         | 190   |
| Copán             | 30    |
| Cortés            | 377   |
| Choluteca         | 32    |
| El Paraíso        | 67    |
| Francisco Morazán | 271   |
| Gracias a Dios    | 143   |
| Intibucá          | 30    |
| Islas de la Bahía | 452   |
| La Paz            | 27    |
| Lempira           | 25    |
| Ocotepeque        | 6     |
| Olancho           | 3 683 |
| Santa Bárbara     | 120   |
| Valle             | 6     |
| Yoro              | 155   |
| Honduras          | 6 024 |

### Tawahkas
Los tawahkas viven en el centro de Mosquitia. Su idioma, el sumo, es una lengua misumalpa emparentada con el misquito.
Según el censo de 2013, la distribución departamental de los tawahkas era la siguiente:
| Departamento      | Tawahkas |
| ----------------- | -------- |
| Atlántida         | 58       |
| Colón             | 35       |
| Comayagua         | 55       |
| Copán             | 93       |
| Cortés            | 259      |
| Choluteca         | 120      |
| El Paraíso        | 72       |
| Francisco Morazán | 424      |
| Gracias a Dios    | 862      |
| Intibucá          | 26       |
| Islas de la Bahía | 34       |
| La Paz            | 27       |
| Lempira           | 41       |
| Ocotepeque        | 34       |
| Olancho           | 258      |
| Santa Bárbara     | 145      |
| Valle             | 7        |
| Yoro              | 142      |
| Honduras          | 2 690    |

## Afrodescendientes
Los africanos fueron introducidos por los europeos para ser usados como mano de obra esclava en las minas y haciendas. Los británicos llevaron esclavos negros a las Islas de la Bahía, en tanto los españoles hicieron lo propio en la región continental, particularmente en la costa Caribe. Producto de la convivencia de los africanos con otras etnias, aparecieron grupos mixtos como mulatos, zambos, misquitos y por otro lado los garífunas quienes llegaron a Honduras ya mezclados entre africanos y aborígenes caribes y arahuacos de la isla de San Vicente que en su idioma le llaman "Yurumei" . Las ideas racistas promovidas por la élite hondureña, según las cuales la sociedad del país procede de una mezcla homogénea entre españoles e indígenas, han llevado a que muchos hondureños no reconozcan su herencia africana.
En el censo de 2013, los afrodescendientes fueron agrupados en las categorías Afrohondureño (a) y Negro (a), que correspondieron al 1,39 % de la población total. La siguiente tabla muestra la distribución de los afrodescendientes por departamento:
| Departamento      | Afrohondureños | % Afrohondureño | Negros | % Negro | Total Afrodescendientes | % Total Afrodescendiente |
| ----------------- | -------------- | --------------- | ------ | ------- | ----------------------- | ------------------------ |
| Atlántida         | 9 965          | 2,28            | 8 087  | 1,85    | 18 052                  | 4,14                     |
| Colón             | 9 143          | 2,95            | 6 601  | 2,13    | 15 774                  | 5,09                     |
| Comayagua         | 1 818          | 0,37            | 1 647  | 0,33    | 3 465                   | 0,70                     |
| Copán             | 1 154          | 0,31            | 1 279  | 0,34    | 2 433                   | 0,66                     |
| Cortés            | 15 399         | 0,99            | 11 435 | 0,33    | 26 834                  | 1,72                     |
| Choluteca         | 501            | 0,11            | 1 276  | 0,29    | 1 777                   | 0,41                     |
| El Paraíso        | 1 778          | 0,11            | 2 444  | 0,29    | 4 222                   | 0,95                     |
| Francisco Morazán | 5 557          | 0,37            | 4 630  | 0,31    | 10 187                  | 0,68                     |
| Gracias a Dios    | 687            | 0,76            | 750    | 0,83    | 1 437                   | 1,58                     |
| Intibucá          | 1 103          | 0,47            | 539    | 0,23    | 1 642                   | 0,71                     |
| Islas de la Bahía | 7 337          | 11,73           | 6 403  | 10,24   | 13 740                  | 21,96                    |
| La Paz            | 631            | 0,32            | 502    | 0,25    | 1 133                   | 0,57                     |
| Lempira           | 1 761          | 0,55            | 1 504  | 0,47    | 3 265                   | 1,02                     |
| Ocotepeque        | 99             | 0,07            | 386    | 0,26    | 485                     | 0,33                     |
| Olancho           | 1 103          | 0,21            | 2 000  | 0,38    | 3 103                   | 0,60                     |
| Santa Bárbara     | 1 380          | 0,33            | 1 952  | 0,46    | 3 332                   | 0,79                     |
| Valle             | 201            | 0,12            | 714    | 0,41    | 915                     | 0,52                     |
| Yoro              | 1 999          | 0,35            | 2 029  | 0,36    | 4 048                   | 0,71                     |
| Honduras          | 61 617         | 0,74            | 54 178 | 0,65    | 115 795                 | 1,39                     |

### Garífunas

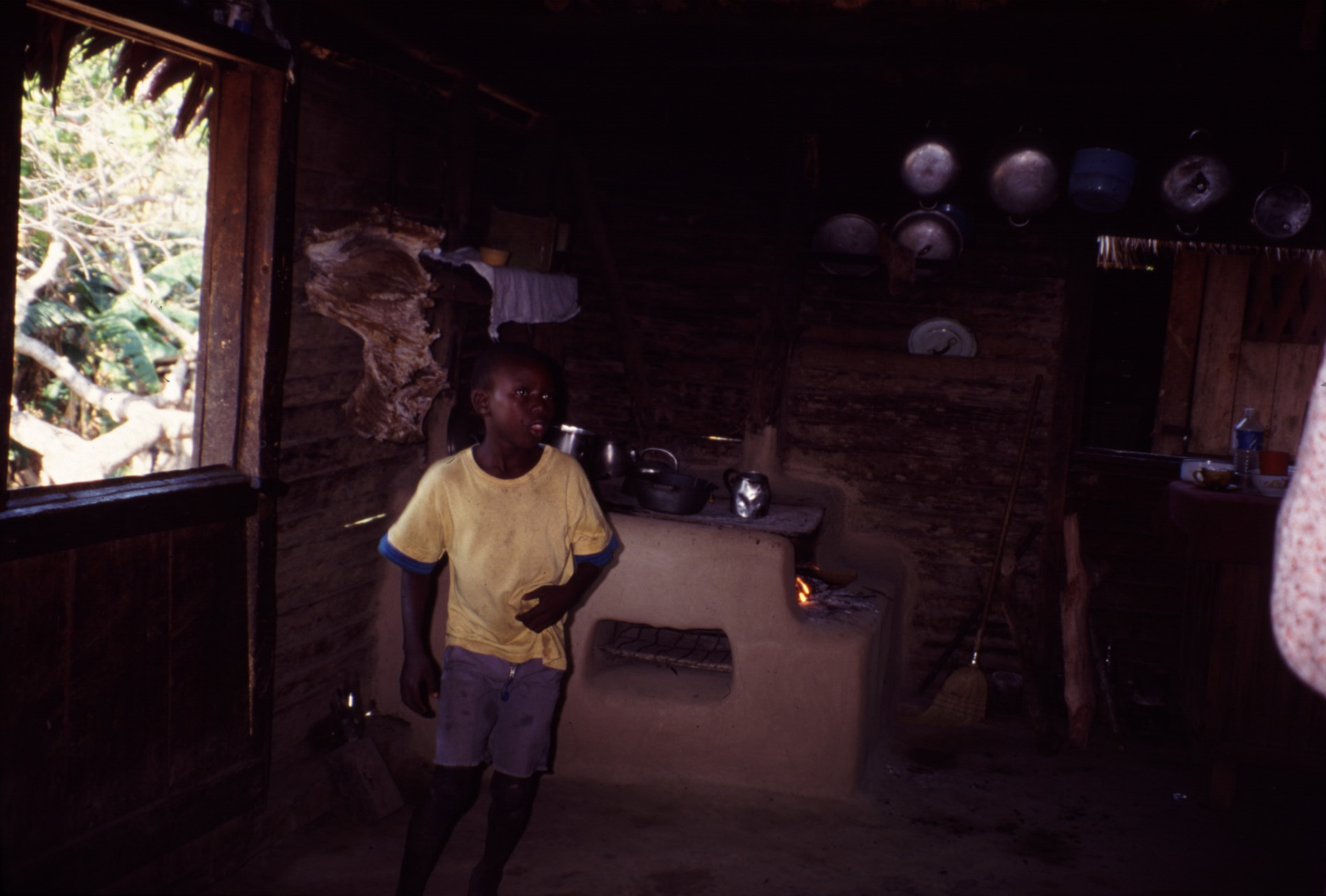
Hogar garífuna en Mosquitia.

Los garífunas, o caribes negros, son descendientes de esclavos africanos e indígenas de la isla de San Vicente, que fueron deportados por los británicos a Roatán, y desde allí se dispersaron por las costas caribeñas de Honduras. El idioma garífuna pertenece a la familia arawak, con múltiples influencias de las lenguas africanas, el caribe, el francés, el inglés y el castellano.
La siguiente tabla muestra la distribución departamental de los garífunas en 2013:
| Departamento      | Garífunas |
| ----------------- | --------- |
| Atlántida         | 13 503    |
| Colón             | 13 145    |
| Comayagua         | 194       |
| Copán             | 242       |
| Cortés            | 8 193     |
| Choluteca         | 109       |
| El Paraíso        | 181       |
| Francisco Morazán | 2 802     |
| Gracias a Dios    | 758       |
| Intibucá          | 180       |
| Islas de la Bahía | 2 232     |
| La Paz            | 37        |
| Lempira           | 33        |
| Ocotepeque        | 5         |
| Olancho           | 454       |
| Santa Bárbara     | 178       |
| Valle             | 56        |
| Yoro              | 808       |
| Honduras          | 43 111    |

### Misquitos

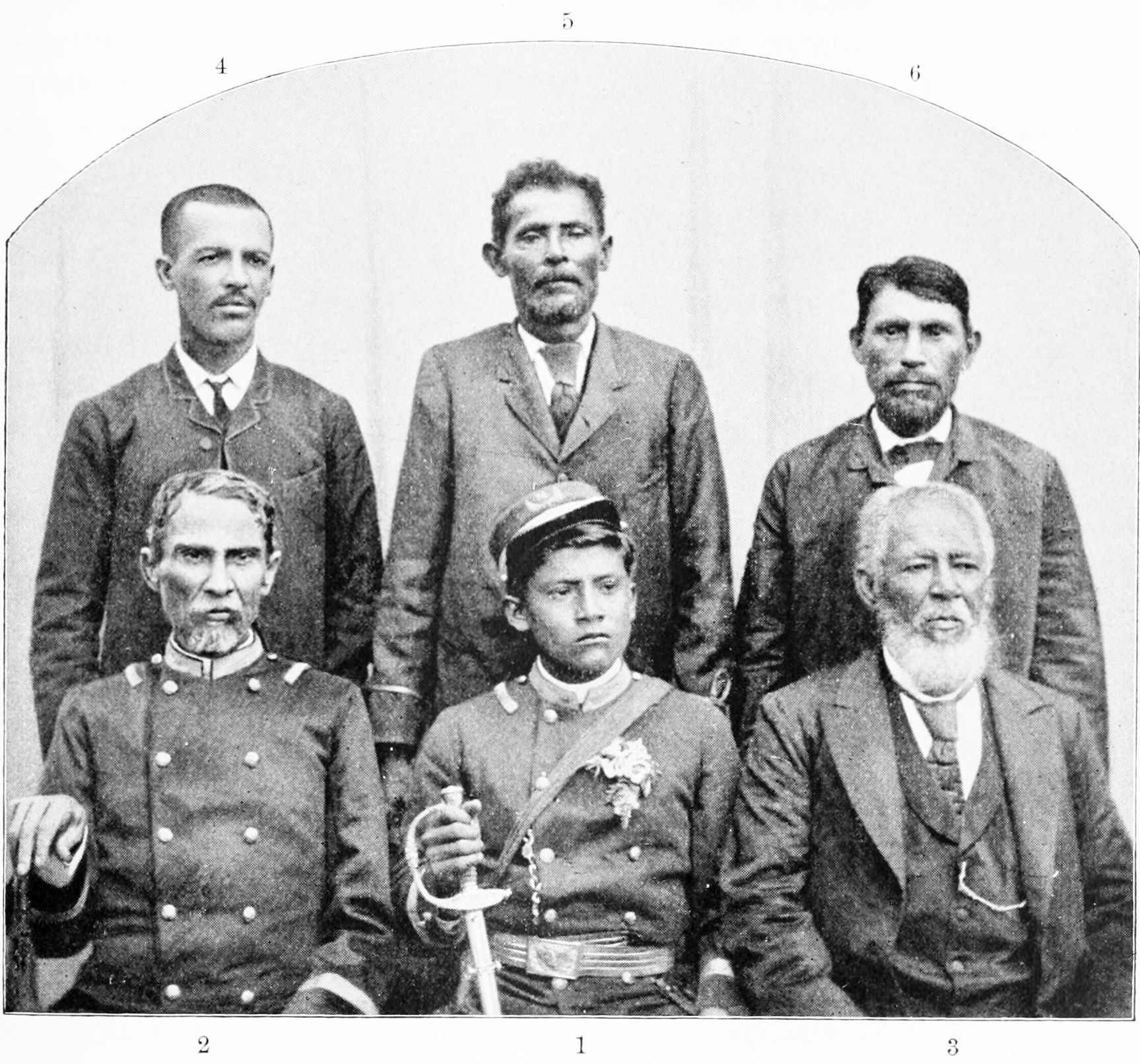
Consejo Ejecutivo de la Reserva Mosquitia.

El idioma misquito está relacionado con el sumo, y contiene gran cantidad de préstamos del inglés (debido a la influencia británica en la zona) y de las lenguas africanas.
En el censo de 2013, la distribución de los misquitos por departamento fue la siguiente:
| Departamento      | Misquitos |
| ----------------- | --------- |
| Atlántida         | 959       |
| Colón             | 705       |
| Comayagua         | 677       |
| Copán             | 178       |
| Cortés            | 1 729     |
| Choluteca         | 111       |
| El Paraíso        | 94        |
| Francisco Morazán | 822       |
| Gracias a Dios    | 72 367    |
| Intibucá          | 261       |
| Islas de la Bahía | 929       |
| La Paz            | 107       |
| Lempira           | 250       |
| Ocotepeque        | 64        |
| Olancho           | 287       |
| Santa Bárbara     | 139       |
| Valle             | 3         |
| Yoro              | 324       |
| Honduras          | 80 007    |

### Creoles
Los creoles, también llamados caracoles o negros ingleses, descienden de los esclavos importados por los británicos a las Islas de la Bahía, así como de los trabajadores traídos desde Jamaica y otras islas del Caribe para trabajar en las compañías bananeras. Su lengua es el criollo de las Islas de la Bahía, un inglés creolizado con influencias del castellano.
En el censo de 2013, los creoles fueron agrupados bajo la categoría Negro de habla inglesa, cuya distribución departamental se muestra en seguida: 
| Departamento      | Negros de habla inglesa |
| ----------------- | ----------------------- |
| Atlántida         | 1 207                   |
| Colón             | 174                     |
| Comayagua         | 81                      |
| Copán             | 46                      |
| Cortés            | 888                     |
| Choluteca         | 13                      |
| El Paraíso        | 22                      |
| Francisco Morazán | 333                     |
| Gracias a Dios    | 70                      |
| Intibucá          | 15                      |
| Islas de la Bahía | 9 080                   |
| La Paz            | 15                      |
| Lempira           | 11                      |
| Ocotepeque        | 10                      |
| Olancho           | 267                     |
| Santa Bárbara     | 12                      |
| Valle             | 10                      |
| Yoro              | 85                      |
| Honduras          | 12 337                  |

## Blancos

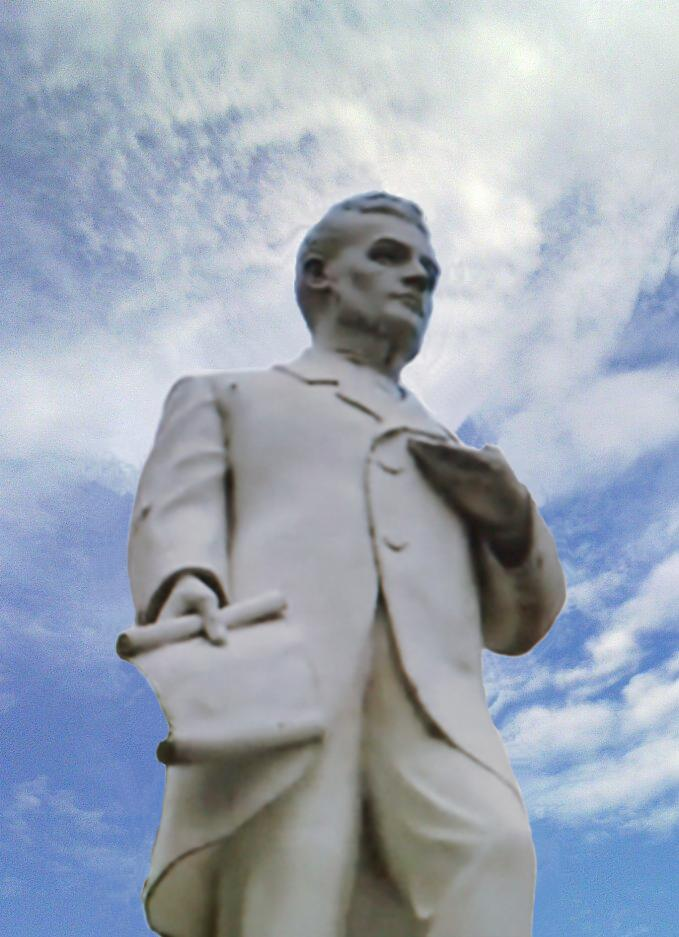
Estatua de Francisco Morazán, héroe de la independencia de origen criollo.

Los blancos (también conocidos como cheles) descienden de los colonizadores e inmigrantes llegados desde Europa y el Medio Oriente a partir del siglo XVI. 
Los españoles se asentaron en el parte occidental del país, en tanto Mosquitia y las Islas de la Bahía recibieron los colonizadores británicos.
Los conquistadores españoles establecieron un sistema de castas en la que ellos y sus descendientes (criollos) ocuparon la cúspide de la pirámide social. Todo esto a pesar de que en 1801 solo existían 1,512 familias españolas en Honduras, menos de un 3% del total.
Los primeros judíos llegaron junto a los colonos españoles; se trataba de sefarditas que se instalaron en el actual departamento de Santa Bárbara. Posteriormente más judíos arribaron durante el XIX, procedentes de Europa Central y el Mediterráneo.
Durante el periodo republicano, Honduras también acogió a inmigrantes árabes, alemanes, estadounidenses e italianos.
A continuación se muestra la población blanca por departamento, según el censo de 2013:
| Departamento      | Blancos   | % Blanco |
| ----------------- | --------- | -------- |
| Atlántida         | 23 234    | 5,33     |
| Colón             | 21 414    | 6,91     |
| Comayagua         | 18 108    | 3,67     |
| Copán             | 15 669    | 4,22     |
| Cortés            | 217 790   | 13,94    |
| Choluteca         | 8 983     | 2,05     |
| El Paraíso        | 37 959    | 8,54     |
| Francisco Morazán | 116 115   | 11,01    |
| Gracias a Dios    | 742       | 0,82     |
| Intibucá          | 5 630     | 2,42     |
| Islas de la Bahía | 7 137     | 11,41    |
| La Paz            | 3 169     | 1,59     |
| Lempira           | 4 555     | 1,42     |
| Ocotepeque        | 2 635     | 1,80     |
| Olancho           | 17 668    | 3,39     |
| Santa Bárbara     | 55 069    | 13,07    |
| Valle             | 6 359     | 3,64     |
| Yoro              | 41 400    | 7,26     |
| Honduras          | 1 344 894 | 7,87     |

### Árabes
Tradicionalmente conocidos como turcos (porque inmigraron al país usando pasaporte otomano), su presencia en Honduras comenzó a finales del siglo XIX. La mayoría llegaron desde la región de Palestina, y rápidamente controlaron la red comercial del país. Actualmente han desplazado a la élite tradicional de origen español y alemán, y junto a los judíos, se han convertido en la minoría más poderosa de Honduras.
Aunque no existen cifras oficiales, se estima que entre 150 mil y 200 mil árabes viven en Honduras. Esto significa que el país posee una de las comunidades árabes más grandes en todo el continente americano.

## Asiáticos
La principal comunidad asiática del país son los chinos, cuyo arribo a Honduras se produjo a finales del siglo XIX. A diferencia de otros países, donde los chinos fueron utilizados como mano de obra de bajo costo (culíes), quienes migraron a Honduras fueron comerciantes y empresarios que montaron negocios en Tegucigalpa y San Pedro Sula.
Actualmente se estima que más de 6,400 chinos residen en Honduras. La segunda etnia Asiática en Honduras son Japoneses los cuales conforman una pequeña comunidad.

## Composición genética
Algunas investigaciones han encontrado que la composición genética de los hondureños es la siguiente:
| Europeo | Amerindio | Africano | Estudio                                                        | Año  | Fuente        |
| ------- | --------- | -------- | -------------------------------------------------------------- | ---- | ------------- |
| 44,5 %  | 45,0 %    | 10,3 %   | Reconstructing the Population Genetic History of the Caribbean | 2013 | PLoS Genetics |
| 50,0 %  | 42,0 %    | 8,0 %    | Admixture in the Americas: Regional and National Differences   | 2016 | Research Gate |

### Grupos étnicos
Un estudio que utilizó una muestra general y otra de los garífunas hondureños, encontró los siguientes resultados:
| Población | Aporte europeo | Aporte africano | Aporte amerindio |
| --------- | -------------- | --------------- | ---------------- |
| Honduras  | 58,4%          | 5,4%            | 36,2%            |
| Garífunas | 26,0%          | 62,0%           | 12,0%            |

Una investigación genética realizada sobre poblaciones afrodescendientes de América, determinó que la mezcla racial de los garífunas de Puerto Cortés es 81% africana, 17% indígena y 2% europea.